# Acústico MTV: Gal Costa
Acústico MTV: Gal Costa é o quarto álbum ao vivo da cantora brasileira Gal Costa, lançado em 1997. O álbum conta com as participações de Frejat, Herbert Vianna e Zeca Baleiro. Foi gravado no Memorial da América Latina, São Paulo, em 17 de julho de 1997. Vendeu mais de 500 mil cópias, e ganhou disco de platina no Brasil, segundo a ABPD. Sua versão em DVD, lançada em 2001, alcançou vendas superiores a 25 mil cópias e ganhou um disco de ouro.

## Faixas
| N.º | Título                                                               | Compositor(es)                             | Duração |  |
| 1.  | "Baby"                                                               |                                            | 4:04    |  |
| 2.  | "Coração Vagabundo"                                                  |                                            | 3:08    |  |
| 3.  | "Não Identificado"                                                   |                                            | 3:18    |  |
| 4.  | "London, London"                                                     |                                            | 5:41    |  |
| 5.  | "Só Louco"                                                           |                                            | 3:02    |  |
| 6.  | "Barato Total"                                                       |                                            | 4:13    |  |
| 7.  | "Lanterna dos Afogados" (Part. Especial: Herbert Vianna)             | Herbert Vianna                             | 4:19    |  |
| 8.  | "Teco-teco"                                                          |                                            | 2:40    |  |
| 9.  | "Pérola Negra" (Part. Especial: Luis Melodia)                        |                                            | 5:30    |  |
| 10. | "Sua Estupidez"                                                      |                                            | 4:21    |  |
| 11. | "Falsa Baiana"                                                       |                                            | 2:43    |  |
| 12. | "Camisa Amarela"                                                     |                                            | 3:02    |  |
| 13. | "Medley: Vapor Barato / Flor da Pele" (Part. Especial: Zeca Baleiro) | Jards Macalé e Waly Salomão / Zeca Baleiro | 7:02    |  |
| 14. | "Você Não Entende Nada"                                              |                                            | 4:08    |  |
| 15. | "Paula e Bebeto" (Part. Especial: Frejat)                            |                                            | 2:17    |  |
| 16. | "Aquarela do Brasil"                                                 |                                            | 4:07    |  |

## Prêmios e Indicações
| Ano  | Prêmio                                | Categoria | Resultado |
| ---- | ------------------------------------- | --------- | --------- |
| 1998 | Prêmio Multishow de Música Brasileira | Melhor CD | Indicado  |

## Certificações
| Formato | Órgão Certificador | Certificação | Vendagem  | Ref.  |
| ------- | ------------------ | ------------ | --------- | ----- |
| CD      | ABPD               | platina      | 500.000 + | [ 3 ] |
| DVD     | ABPD               | ouro         | 25.000 +  | [ 3 ] |